# Zygmunt Gloger

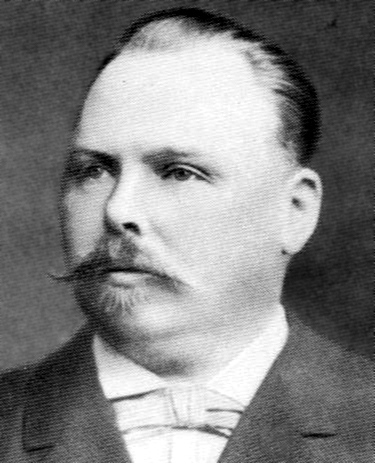
Zygmunt Gloger

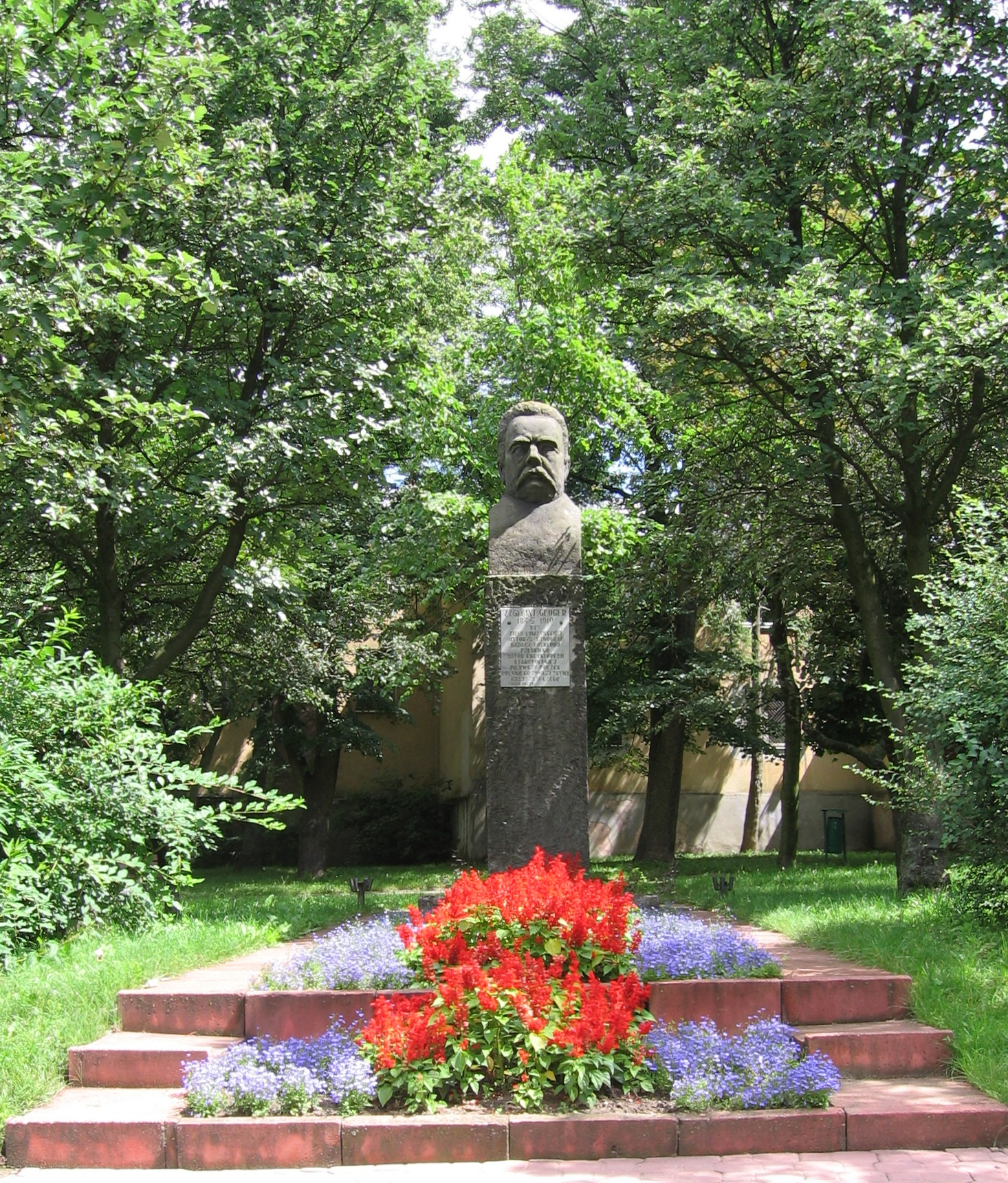
Denkmal in Łomża

Zygmunt Gloger (* 3. November 1845 in Tybory-Kamianka (Podlachien); † 16. August 1910 in Warschau) war ein polnischer Historiker, Archäologe, Ethnograph und Heimatforscher.
Gloger absolvierte 1867 die Warschauer Hochschule „Szkoła Główna“, die die von den russischen Behörden abgeschaffte Universität ersetzte. Er wurde von Józef Ignacy Kraszewski beeinflusst, der seine Eltern oft besuchte.
Seit 1867 beschäftigte er sich mit ethnographischen Forschungen, 1868 begann er sein Studium an der Jagiellonischen Universität Krakau. Dort begegnete er dem Dichter Wincenty Pol und dem Ethnographen Oskar Kolberg. 
1872 zog er sich auf das Familiengut Jeżewo bei Tykocin zurück, blieb aber im regen Kontakt mit den polnischen Wissenschaftlern. Nach der Heirat mit Aleksandra Jelska begann er Forschungsreisen, die ihn durch Polen und Litauen führten. 
Seine Sammlungen vermachte er der von ihm gegründeten Polnischen Heimatkunde-Gesellschaft (Polskie Towarzystwo Krajoznawcze) und einigen Museen.
Sein wichtigstes Werk war die „Altpolnische Enzyklopädie“ (Encyklopedia staropolska ilustrowana) (1900–1903)
Er war auch Verfasser von Werken über die polnische Folklore:
- Obchody weselne (Hochzeitsbräuche, 1869),
- Pieśni ludu (Lieder des Volkes, 1892),
- Księga rzeczy polskich (Buch der polnischen Sachen, 1896),
- Rok polski w życiu, tradycji i pieśni (Das polnische Jahr im Leben, Tradition und Liedern, 1900).

Er verfasste insgesamt etwa 800 Abhandlungen und Artikel.